# Henry Cadogan

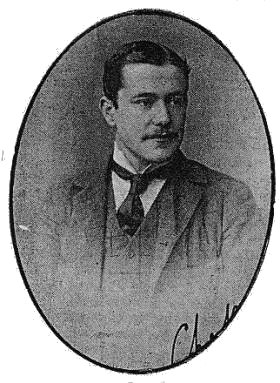
Henry Arthur Cadogan

Henry Arthur Cadogan (ur. 13 czerwca 1868, zm. 2 lipca 1908 w Temple House w Herefordshire) – brytyjski arystokrata i polityk, syn George’a Cadogana, 5. hrabiego Cadogan, i lady Beatrix Craven, córki 2. hrabiego Craven.
Dziedzicem tytułów ojcowskich został po śmierci swojego starszego brata Alberta w 1878 r. Przyjął wówczas tytuł wicehrabiego Chelsea. Wykształcenie odebrał w Eton College i w Trinity College w Cambridge. Był kapitanem 3 batalionu Królewskich Fizylierów (3rd Battalion, Royal Fusiliers). W latach 1892–1900 zasiadał w Izbie Gmin jako reprezentant okręgu Bury St Edmunds. W życiu politycznym był związany w Partią Konserwatywną. Pełnił również urząd zastępcy Lorda Namiestnika County London. Był również prywatnym sekretarzem Pierwszego Lorda Skarbu.
30 kwietnia 1892 r. w kościele św. Trójcy na Sloane Street w Londynie, poślubił Mildred Cecilię Harriet Sturt (27 lutego 1869 – 17 września 1942), córkę Henry’ego Sturta, 1. barona Alington, i lady Augusty Bingham, córki 3. hrabiego Lucan. Henry i Mildred mieli razem syna i pięć córek:
- Sybil Louise Beatrix Cadogan (7 stycznia 1893 – 21 czerwca 1969), żona Edwarda Stanleya, lorda Stanley, miała dzieci
- Edith Mary Winifred Cadogan (1 sierpnia 1895 – 4 czerwca 1969), odznaczona Krzyżem Komandorskim Orderu Imperium Brytyjskiego, żona Arthura Millsa, 3. barona Hillingdon, miała dzieci
- Cynthia Hilda Evelyn Cadogan (8 października 1896 – 13 marca 1966), żona Humphreya de Trafford, 4. baroneta, miała dzieci (jej najstarsza córka, Ann, poślubiła Dereka Parker-Bowlesa i była matką Andrew Parker Bowlesa, pierwszego męża Camilli Parker Bowles; z kolei jej młodsza córka, Violet, poślubiła Maxa Aitkena)
- Alexandra Mary Hilda Cadogan (22 lutego 1900 – 23 maja 1961), komandor Orderu Imperium Brytyjskiego, żona Johna Spencer-Churchilla, 10. księcia Marlborough, miała dzieci
- Victoria Laura Cadogan (22 października 1901 – 1991), żona Johna Gilmoura, 2. baroneta, miała dzieci, była matką Iana Gilmoura
- Edward George John Humphrey Cadogan (20 marca 1903 – 2 czerwca 1910), wicehrabia Chelsea, chrześniak króla Edwarda VII i Jerzego, księcia Walii

Lord Chelsea zmarł na raka w wieku 40 lat. Został pochowany 6 lipca 1908 w Culford w hrabstwie Suffolk. Tytuł wicehrabiego Chelsea przypadł jego jedynemu synowi, a po jego rychłej śmierci bratu Henry’ego, Geralda, który po śmierci ojca w 1915 r. został 6. hrabią Cadogan.